# Channing Frye
Pour les articles homonymes, voir Frye.
Channing Frye, né le 17 mai 1983 à White Plains dans l'État de New York aux États-Unis, est un joueur américain de basket-ball ayant évolué aux postes d'ailier fort et de pivot.
Il joue pour l'université d'Arizona avant d'être sélectionné en 8e position lors de la draft 2005 de la NBA par les Knicks de New York.
Il remporte un titre NBA avec les Cavaliers de Cleveland en 2016.

## Biographie

### Carrière au lycée
Frye rejoint St. Mary's High School situé à Phoenix dans l'Arizona. Dans sa première année, il a obtenu en moyenne 15 points, 12 rebonds, 9 contres et 6 passes décisives par match. Il a mené l’équipe à un bilan de 26-7, avec une place pour les demi-finales du tournoi d’État 5A et une 19e place au niveau national par USA Today.
En 2000-2001, lors de sa seconde saison, Frye a cumulé en moyenne 22 points, 15 rebonds, 6 contres et 3 passes décisives par match et a mené St. Mary’s au championnat d’État 5A avec un bilan de 30-3. Il a par la suite été nommé Joueur de l’année par l'Arizona Republic et l’Arizona Gatorade Player of the Year, tout en gagnant les honneurs du All-America McDonald’s.

### Carrière universitaire
Il décide de rejoindre l'université d'Arizona en 2001-2002. En première année, Frye a été un contributeur clé pour les Wildcats, puisqu’il a commencé 25 des 34 matchs après s’être frayé un chemin dans le cinq de départ. Il a mérité les honneurs de l’équipe Pac-10 All-Freshman après à 9,5 points, 6,3 rebonds et 1,5 contre en 23,9 minutes de moyenne par match.
En deuxième année en 2002-2003, Frye a obtenu une mention de la sélection All-Pac-10. En 32 matchs, il a obtenu en moyenne 12,6 points, 8,0 rebonds et 1,9 contre en 25,4 minutes par match.
En tant que junior en 2003-2004, Frye a remporté les honneurs de l’équipe All-Pac-10 et de l’USBWA All-District 9. En 30 matchs, il a compté en moyenne 15,9 points, 7,4 rebonds, 1,9 passe décisive et 2,1 contres en 30,3 minutes par match.
En tant que senior en 2004-2005, Frye a reçu le prix Sapphire de l’Université de l’Arizona, qui est décerné à l’étudiant-athlète masculin de haut niveau. Pour une deuxième année consécutive, il a remporté les honneurs de la première équipe All-Pac-10 et de l’USBWA All-District 9, ainsi que la sélection de la première équipe NABC All-Ncaa District 15. En 37 matchs, il a compté en moyenne 15,8 points, 7,6 rebonds, 1,9 passe décisive et 2,3 contres en 31,0 minutes par match.

### Carrière en NBA

#### Débuts à New York (2005-2007)
Frye est drafté en 2005 par les Knicks de New York avec le 8e choix. Il a marqué 30 points à deux reprises au cours de la saison 2005-2006. Le 21 mars 2006, il se blesse au genou gauche lors d’un match contre les Raptors de Toronto lorsque l'arrière des Raptors, Andre Barrett, a perdu l’équilibre et s’est fracassé l’épaule dans le genou de Frye, ce qui l’a fait rater le reste de la saison. Il sera élu dans le All-Rookie First Team.
Au cours de la saison 2006-2007, David Lee a mené l’équipe au rebond et en pourcentage de tirs sur le terrain, et était statistiquement supérieur à Frye dans presque toutes les catégories, mais l’entraîneur des Knicks, Isiah Thomas, a maintenu Frye dans la rotation de départ jusqu'en février. Il sera moins utilisé lors du reste de la saison.

#### Trail Blazers de Portland (2007-2009)

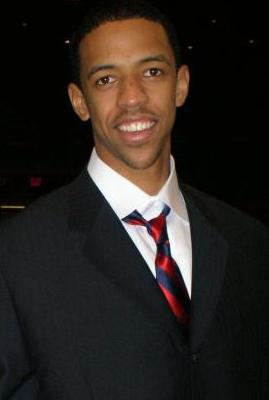
Channing Frye en mai 2008.

Le 28 juin 2007, Frye a été transféré, avec Steve Francis, aux Trail Blazers de Portland en échange de Zach Randolph, Fred Jones et Dan Dickau. Il devient le remplaçant de LaMarcus Aldridge ou de Joel Przybilla, lorsque Greg Oden est blessé dès le début de sa saison rookie. En tant que pivot remplaçant en 2007-2008, Frye a cumulé en moyenne 6,8 points et 4,5 rebonds par match.
En septembre 2008, Frye a subi une intervention chirurgicale au niveau de sa cheville gauche. Il a continué à servir de remplaçant une fois de plus en 2008-2009, avec une moyenne de 4,2 points et 2,2 rebonds par match.

#### Suns de Phoenix (2009-2014)
Il signe ensuite un nouveau contrat en juillet 2009, durant l'intersaison, avec les Suns de Phoenix à hauteur de 3,8 millions de dollars sur 2 années. En février 2010, Frye a été sélectionné au concours à 3 points lors du All-Star Game 2010, devenant le premier pivot invité depuis Sam Perkins en 1997.
Frye a signé une extension de contrat de 30 millions de dollars sur cinq ans avec les Suns le 8 juillet 2010.
L'équipe médicale des Suns lui détecte une cardiomyopathie d'origine virale en septembre 2012 ; il manque ainsi l'intégralité de la saison 2012-2013. En conséquence, Frye est devenu diffuser radio pendant les émissions d’avant-match des Suns. Pour se remettre de ses problèmes cardiaques, il a commencé à pratiquer le yoga et le golf, puis il a intensifié sa préparation avec de la course et une reprise de la pratique du shoot. Il a fait son retour le 9 octobre 2013 dans la victoire de 104-98 sur les Trail Blazers de Portland.
Le 23 juin 2014, Frye a renoncé à la dernière année de son contrat avec les Suns.

#### Magic d'Orlando (2014-2016)
En juillet 2014, il signe un contrat de 32 millions de dollars sur quatre ans et rejoint la franchise du Magic d'Orlando. Lors du camp d'entraînement avec sa nouvelle équipe, il se fait une entorse au genou gauche. Sa première saison avec le Magic a été décevante sur le terrain, car Frye a atteint sa plus faible statistique au rebond par match depuis sa dernière saison à Portland.

#### Cavaliers de Cleveland (2016-2018)
Le 18 février 2016, Frye a été échangé avec les Cavaliers de Cleveland en échange de Jared Cunningham. Il a été acquis pour sa capacité à étirer le jeu et pour son tir à l’extérieur. Lors des playoffs 2016, au premier tour contre les Hawks d'Atlanta, Frye a grandement contribué au succès de l'équipe avec 27 points, à 10 sur 13 au tir, dont 7 sur 9 à trois points, dans le match 3. Les Cavaliers avancèrent vers les finales de conférence. Il a aidé les Cavaliers à vaincre les Raptors de Toronto en six matchs. Le rôle de Frye dans la finale de la NBA a été réduit, car il a joué peu de minutes au cours des quatre premiers matchs, avant de ne pas prendre part aux trois matchs suivants. Malgré un retard de 3 à 1 à la suite du quatrième match contre les Warriors de Golden State, les Cavaliers ont remporté la série en sept matchs. Il devient alors champion NBA en compagnie de LeBron James.
Courant février 2017, à la suite de l’annonce de la blessure de Kevin Love, Frye a repris des minutes au sein de l'effectif de Cleveland. Frye a aidé les Cavaliers à atteindre une fois de plus la finale NBA, où ils ont perdu en cinq matchs contre les Warriors de Golden State.

#### Lakers de Los Angeles (2018)
Le 8 février 2018, les Cavaliers ont échangé Frye et Isaiah Thomas aux Lakers de Los Angeles, en échange de Jordan Clarkson et Larry Nance Jr.

#### Cavaliers de Cleveland (2018-2019)
Le 19 juillet 2018, Frye a signé avec les Cavaliers de Cleveland, revenant à la franchise pour un second passage. Le 1er mars 2019, Channing Frye annonce qu'il mettrait un terme à sa carrière à l'issue de la saison 2018-2019.

## Palmarès
- Champion NBA 2016 avec les Cavaliers de Cleveland.
- All-Rookie First Team en 2006.
- Rookie du mois en novembre 2005.

## Statistiques
Gras = ses meilleures performances

### Statistiques universitaires
Statistiques en université de Channing Frye
| Saison    | Équipe   | Matchs | Titul. | Min./m | % Tir | % 3pts | % LF | Rbds/m. | Pass/m. | Int/m. | Ctr/m. | Pts/m. |
| --------- | -------- | ------ | ------ | ------ | ----- | ------ | ---- | ------- | ------- | ------ | ------ | ------ |
| 2001-2002 | Arizona  | 34     | 25     | 23,9   | 59,5  | -      | 73,7 | 6,3     | 0,7     | 0,5    | 1,5    | 9,5    |
| 2002-2003 | Arizona  | 32     | 27     | 25,4   | 56,9  | 0,0    | 66,4 | 8,38    | 0,72    | 0,56   | 1,88   | 12,59  |
| 2003-2004 | Arizona  | 30     | 30     | 30,3   | 54,8  | 60,0   | 78,8 | 7,47    | 1,87    | 0,57   | 2,10   | 15,93  |
| 2004-2005 | Arizona  | 37     | 37     | 31,0   | 55,4  | 17,6   | 83,0 | 7,62    | 1,92    | 0,95   | 2,30   | 15,78  |
| Carrière  | Carrière | 133    | 119    | 27,7   | 56,2  | 26,1   | 75,9 | 7,3     | 1,3     | 0,6    | 1,9    | 13,5   |

Dernière modification le 22 mars 2020

### Statistiques en NBA
| Champion NBA |

#### Saison régulière
Statistiques en saison régulière de Channing Frye
| Saison      | Équipe     | Matchs | Titul. | Min./m | % Tir | % 3pts | % LF | Rbds/m. | Pass/m. | Int/m. | Ctr/m. | Pts/m. |
| ----------- | ---------- | ------ | ------ | ------ | ----- | ------ | ---- | ------- | ------- | ------ | ------ | ------ |
| 2005-2006   | New York   | 65     | 14     | 24,2   | 47,7  | 33,3   | 82,5 | 5,75    | 0,82    | 0,46   | 0,72   | 12,34  |
| 2006-2007   | New York   | 72     | 59     | 26,3   | 43,3  | 16,7   | 78,7 | 5,49    | 0,93    | 0,50   | 0,58   | 9,50   |
| 2007-2008   | Portland   | 78     | 20     | 17,2   | 48,8  | 30,0   | 78,0 | 4,54    | 0,73    | 0,37   | 0,35   | 6,79   |
| 2008-2009   | Portland   | 63     | 1      | 11,8   | 42,3  | 33,3   | 72,2 | 2,22    | 0,38    | 0,27   | 0,25   | 4,17   |
| 2009-2010   | Phoenix    | 81     | 41     | 27,0   | 45,1  | 43,9   | 81,0 | 5,27    | 1,40    | 0,79   | 0,91   | 11,16  |
| 2010-2011   | Phoenix    | 77     | 64     | 33,0   | 43,2  | 39,0   | 83,2 | 6,66    | 1,25    | 0,60   | 1,03   | 12,68  |
| 2011-2012 * | Phoenix    | 64     | 59     | 26,1   | 41,6  | 34,6   | 89,0 | 5,92    | 1,38    | 0,66   | 1,09   | 10,53  |
| 2013-2014   | Phoenix    | 82     | 82     | 28,2   | 43,2  | 37,0   | 82,1 | 5,07    | 1,20    | 0,73   | 0,77   | 11,10  |
| 2014-2015   | Orlando    | 75     | 51     | 24,9   | 39,2  | 39,3   | 88,6 | 3,91    | 1,25    | 0,63   | 0,52   | 7,32   |
| 2015-2016   | Orlando    | 44     | 29     | 17,1   | 43,5  | 39,7   | 90,5 | 3,20    | 1,02    | 0,48   | 0,45   | 5,20   |
| 2015-2016   | Cleveland  | 26     | 3      | 17,2   | 44,1  | 37,7   | 78,6 | 3,58    | 1,00    | 0,31   | 0,31   | 7,54   |
| 2016-2017   | Cleveland  | 74     | 15     | 18,9   | 45,8  | 40,9   | 85,1 | 3,92    | 0,61    | 0,45   | 0,50   | 9,14   |
| 2017-2018   | Cleveland  | 44     | 1      | 12,4   | 49,7  | 33,3   | 93,3 | 2,50    | 0,64    | 0,39   | 0,27   | 4,82   |
| 2017-2018   | L.A Lakers | 9      | 0      | 16,7   | 46,5  | 36,0   | 75,0 | 2,78    | 1,11    | 0,11   | 0,11   | 5,78   |
| 2018-2019   | Cleveland  | 36     | 6      | 9,5    | 36,8  | 40,5   | 78,6 | 1,44    | 0,56    | 0,17   | 0,14   | 3,58   |
| Carrière    | Carrière   | 890    | 445    | 22,2   | 44,0  | 38,8   | 82,2 | 4,50    | 0,97    | 0,51   | 1      | 8,75   |

Note: * La saison 2011-2012 a été réduite à 66 matchs en raison d'un Lock out.
Dernière modification le 22 mars 2020

#### Playoffs
Statistiques en Playoffs de Channing Frye
| Saison   | Équipe    | Matchs | Titul. | Min./m | % Tir | % 3pts | % LF | Rbds/m. | Pass/m. | Int/m. | Ctr/m.   | Pts/m. |
| -------- | --------- | ------ | ------ | ------ | ----- | ------ | ---- | ------- | ------- | ------ | -------- | ------ |
| 2009     | Portland  | 4      | 0      | 9,0    | 35,7  | 0,0    | 66,7 | 0,75    | 0,25    | 0,00   | 0,00     | 3,00   |
| 2010     | Phoenix   | 16     | 0      | 27,2   | 36,4  | 34,9   | 93,8 | 5,62    | 0,94    | 0,75   | 0,56     | 8,19   |
| 2016     | Cleveland | 17     | 0      | 14,0   | 59,4  | 56,5   | 85,7 | 2,41    | 0,29    | 0,35   | 0,53     | 6,71   |
| 2017     | Cleveland | 12     | 0      | 12,8   | 51,7  | 51,3   | 85,7 | 1,83    | 1,08    | 0,25   | 0,337,33 |        |
| Carrière | Carrière  | 49     | 0      | 17,6   | 46,0  | 44,4   | 87,9 | 3,18    | 0,69    | 0,43   | 0,45     | 7,04   |

Dernière modification le 22 mars 2020

## Records sur une rencontre en NBA
Les records personnels de Channing Frye en NBA sont les suivants, :
| Type de statistique        | Saison régulière | Saison régulière                 | Saison régulière | Playoffs | Playoffs                    | Playoffs      |
| Type de statistique        | Record           | Adversaire                       | Date             | Record   | Adversaire                  | Date          |
| -------------------------- | ---------------- | -------------------------------- | ---------------- | -------- | --------------------------- | ------------- |
| Points                     | 33               | Timberwolves du Minnesota        | 11 avril 2011    | 27       | @ Hawks d'Atlanta           | 6 mai 2016    |
| Paniers marqués            | 14               | 2 fois                           | 2 fois           | 10       | @ Hawks d'Atlanta           | 6 mai 2016    |
| Paniers tentés             | 26               | Bobcats de Charlotte             | 20 décembre 2006 | 13       | @ Hawks d'Atlanta           | 6 mai 2016    |
| Paniers à 3 points réussis | 9                | Timberwolves du Minnesota        | 11 avril 2011    | 7        | @ Hawks d'Atlanta           | 6 mai 2016    |
| Paniers à 3 points tentés  | 14               | Timberwolves du Minnesota        | 11 avril 2011    | 9        | @ Hawks d'Atlanta           | 6 mai 2016    |
| Lancers francs réussis     | 9                | 2 fois                           | 2 fois           | 3        | 4 fois                      | 4 fois        |
| Lancers francs tentés      | 12               | @ Raptors de Toronto             | 15 janvier 2006  | 4        | @ Lakers de Los Angeles     | 27 mai 2010   |
| Rebonds offensifs          | 7                | Warriors de Golden State         | 22 février 2012  | 3        | @ Lakers de Los Angeles     | 27 mai 2010   |
| Rebonds défensifs          | 14               | 2 fois                           | 2 fois           | 11       | Lakers de Los Angeles       | 29 mai 2010   |
| Rebonds totaux             | 16               | @ Hornets de La Nouvelle-Orléans | 30 décembre 2011 | 13       | Lakers de Los Angeles       | 29 mai 2010   |
| Passes décisives           | 7                | Nets du New Jersey               | 13 janvier 2012  | 4        | @ Trail Blazers de Portland | 22 avril 2010 |
| Interceptions              | 4                | 2 fois                           | 2 fois           | 3        | @ Raptors de Toronto        | 21 mai 2016   |
| Contres                    | 4                | 8 fois                           | 8 fois           | 2        | 2 fois                      | 2 fois        |
| Balles perdues             | 6                | 2 fois                           | 2 fois           | 2        | @ Hawks d'Atlanta           | 6 mai 2016    |
| Minutes jouées             | 57               | @ Lakers de Los Angeles          | 22 mars 2011     | 40       | Lakers de Los Angeles       | 29 mai 2010   |

- Double-double : 36 (dont 2 en playoffs)
- Triple-double : 0

## Salaires

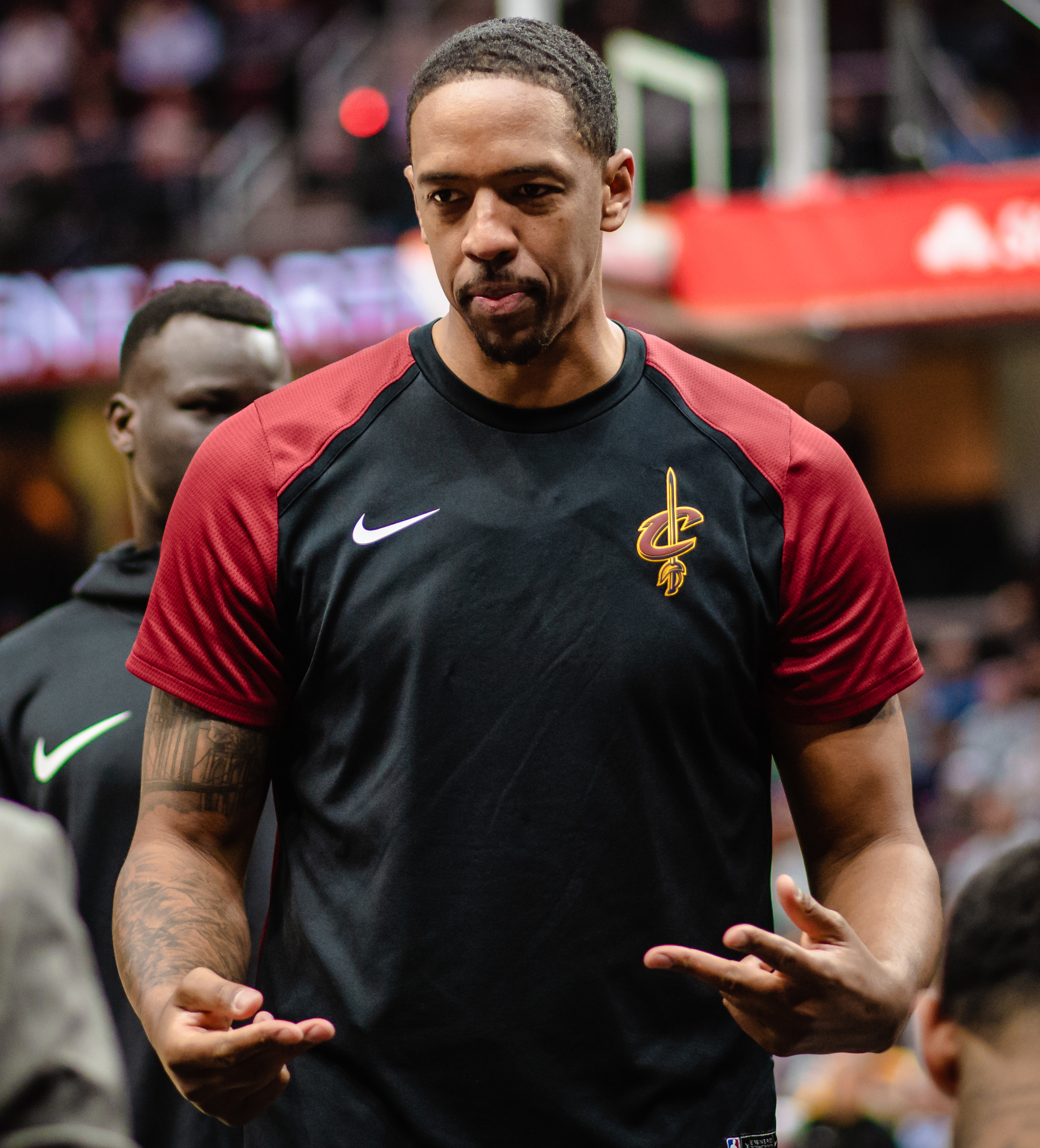
Channing Frye en avril 2019.

| Année       | Équipe          | Salaire      |
| ----------- | --------------- | ------------ |
| 2005-2006   | New York        | 2 162 880 $  |
| 2006-2007   | New York        | 2 325 000 $  |
| 2007-2008   | Portland        | 2 487 240 $  |
| 2008-2009   | Portland        | 3 163 769 $  |
| 2009-2010   | Phoenix         | 2 000 000 $  |
| 2010-2011   | Phoenix         | 5 200 000 $  |
| 2011-2012   | Phoenix         | 5 600 000 $  |
| 2012-2013   | Phoenix         | 6 000 000 $  |
| 2013-2014   | Phoenix         | 6 400 000 $  |
| 2014-2015   | Orlando         | 8 175 476 $  |
| 2015-2016   | Cleveland       | 7 807 579 $  |
| 2016-2017   | Cleveland       | 7 806 971 $  |
| 2017-2018   | L.A Los Angeles | 7 420 912 $  |
| 2018-2019   | Cleveland       | 2 393 887 $  |
| Total Gains | Total Gains     | 68 943 714 $ |